# Baltic Connector
Baltic Connector Oy est une société spécialisée détenue par l'État finlandais et responsable de la construction du gazoduc Balticconnector en coopération avec la société estonienne Elering.